# 布蘭登堡的伊莉莎白 (1510-1558)
布蘭登堡的伊莉莎白（德語：Elisabeth von Brandenburg，1510年8月24日—1558年5月25日），布蘭登堡選侯約阿希姆一世的女兒，母親是丹麥的伊莉莎白公主。

## 家庭
1525年，伊莉莎白與卡倫貝格-哥廷根親王埃里希一世結婚，兩人共有1子2女：
1. 伊莉莎白（英语：Elisabeth of Brunswick-Calenberg）（1526年—1566年）
2. 埃里希二世（1528年—1584年）
3. 安娜·瑪麗亞（英语：Anna Maria of Brunswick-Calenberg-Göttingen）（1532年—1568年）